# Pazardzhik (tỉnh)
Pazardzhik là một tỉnh ở phía nam Bulgaria, có diện tích 4.458 km². Với độ cao dao động từ 190 đến 370 m trên mực nước biển, Pazardzhik có dân số 319.358 người (1998).
Tỉnh này có các con sông chảy qua như: Maritsa, sông Topolnitsa và sông Luda Yana.

## Kinh tế

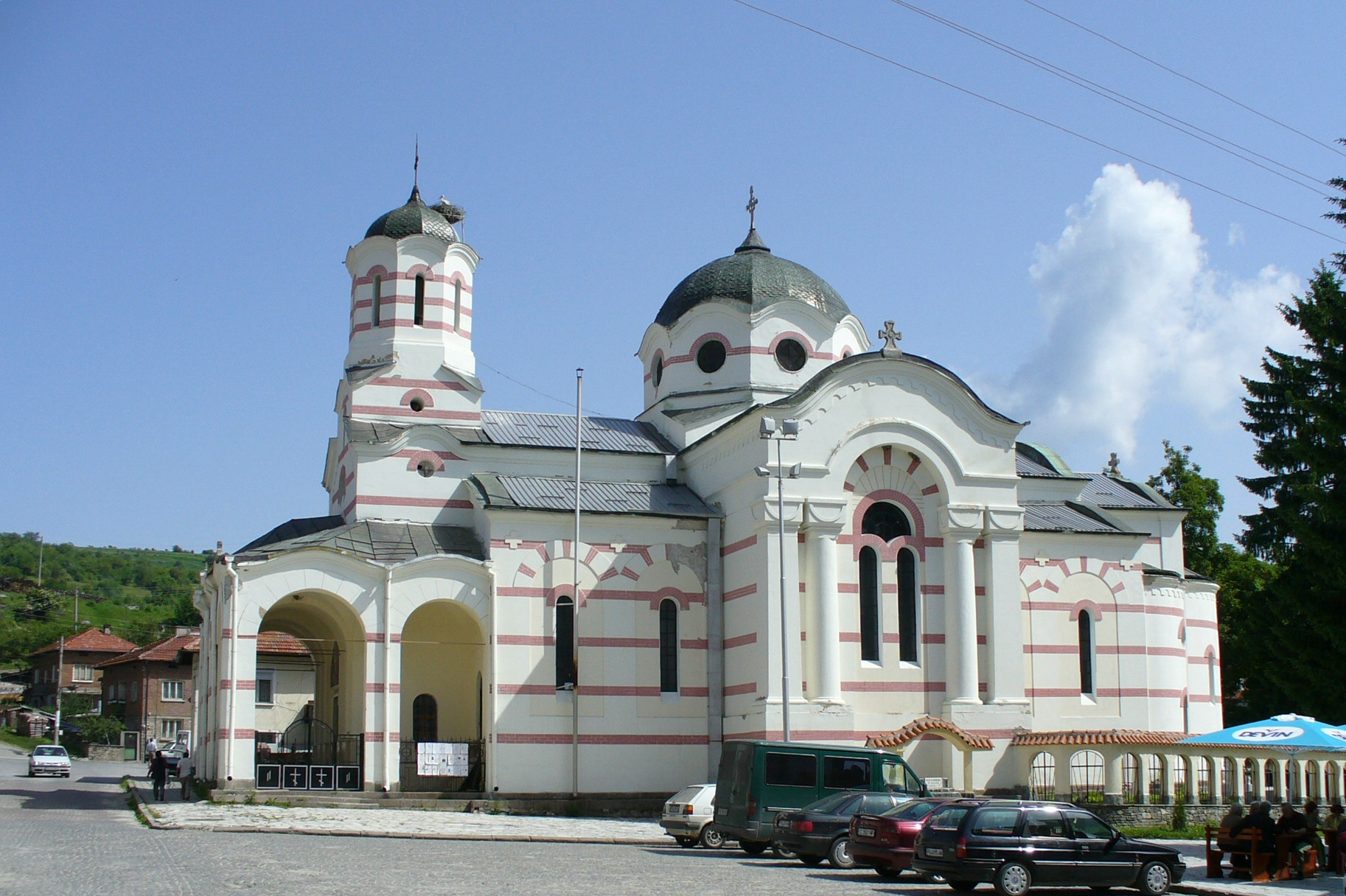
Một nhà thờ ở Batak.

Ngành kinh tế chính của tỉnh này là công nghiệp. Các ngành công nghiệp của tỉnh gồm thủy điện, khai thác đồng với các mỏ lớn nằm xung quanh Panagyurishte (Asarel và Medet), Elshitsa, Tsar Asen và Mina Radka. Ngành chế tạo máy móc thiết bị được tập trung ở Pazardzhik, Panagyurishte, Velingrad. Ngành dược nằm ở Peshtera, ngành giấy đặt ở Belovo. Ngành gỗ tập trung ở Batak, Peshtera, Rakitovo và Velingrad. Ngành dệt tập trung ở Pazardzhik, Panagyurishte và Velingrad. Ngoài ra ngành nông nghiệp cũng có vai trò quan trọng. Các nông sản gồm táo, dâu tây, nho, lúa mỳ, lúa mạch, gạo. Ngành chăn nuôi khá phát triển ở vùng núi.
Tỉnh này cũng có ngành du lịch tại phía nam, nơi có các núi Rhodope, nơi có nhiều rừng và hồ nhân tạo. Hồ lớn nhất được đập Batak tạo nên. Có các khu nghỉ dưỡng suối nước nóng ở Velingrad, Strelcha, Banya, Varvara.
Tỉnh này cũng có nhà thờ cổ gần thị xã Belovo. Một số phế tích pháp đài nằm quanh tỉnh, trong đó nổi bật nhất là Tsepina, và các phế tích gần Bata và Strelcha.

## Các đô thị chính

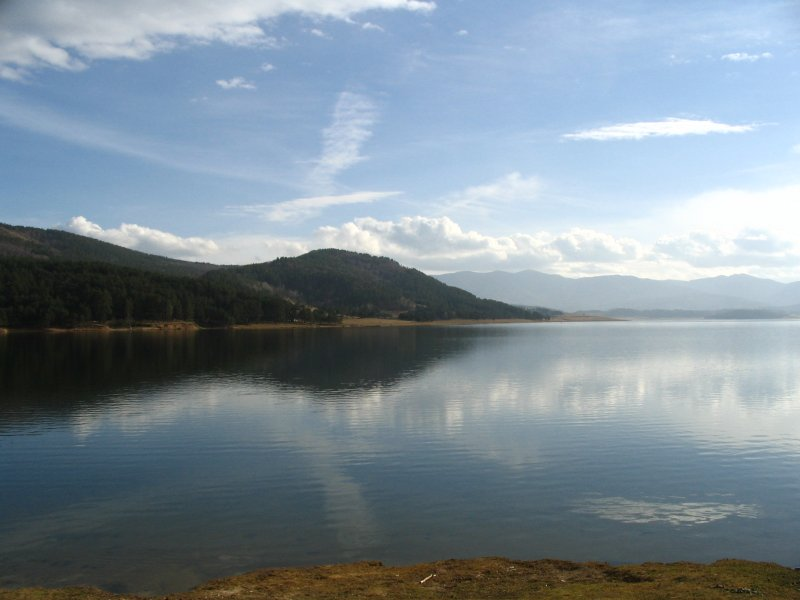
đập Batak

Thành phố chính của tỉnh là Pazardzhik, các đô thị khác là Batak, Belovo, Bratsigovo, Kostandovo, Lesichovo, Panagyurishte, Peshtera, Rakitovo, Septemvri, Strelcha, và Velingrad.
Các đô thị ở tỉnh Pazardzhik xếp theo dân số:
- Pazardzhik- 95 485
- Velingrad- 23 960
- Panagyurishte- 22 252
- Peshtera- 20 020
- Septemvri- 8 631
- Rakitovo- 8 304
- Bratsigovo- 4 577
- Strelcha- 4 515
- Kostandovo- 4 356
- Belovo- 4 095
- Batak- 3 782
- Sarnitsa- 3 607
- Vetren- 3 562